# Saramacia
Saramacia is een geslacht van hooiwagens uit de familie Manaosbiidae.
De wetenschappelijke naam Saramacia is voor het eerst geldig gepubliceerd door Roewer in 1913. 

## Soorten
Saramacia omvat de volgende 4 soorten:
- Saramacia alvarengai
- Saramacia annulata
- Saramacia aurilimbata
- Saramacia lucasae